# Ưng diều hâu châu Phi
Ưng diều hâu châu Phi, tên khoa học Polyboroides typus, là một loài chim trong họ Accipitridae.